# Esporte Clube São Gabriel
O Esporte Clube São Gabriel é um clube brasileiro de futebol fundado na cidade de São Gabriel, no Estado do Rio Grande do Sul.

## História
O Esporte Clube São Gabriel foi fundado no dia 23 de Setembro de 2013, para ocupar o vazio deixado pela extinção do São Gabriel Futebol Clube. Seu primeiro campeonato disputado foi a Série B do Gauchão (equivalente à 3ª divisão estadual) em 2014 e, já na primeira participação, a equipe conseguiu subir para a divisão de acesso do ano seguinte com o 3º lugar. No seu primeiro ano na 2ª divisão estadual, chegou até a fase final, que era no sistema de jogos todos contra todos em 2 turnos, mas ficou em 4º lugar entre os quatro finalistas e não conseguiu o acesso para a  1ª divisão do Campeonato Gaúcho do ano seguinte.
No ano de 2016, o clube se classificou à segunda fase da Divisão de Acesso no 3º lugar, mas não conseguiu passar para o quadrangular final da competição ao ficar em 4º lugar na segunda fase. O Caxias seria o campeão daquela edição da Divisão de Acesso, enquanto o Sanga permaneceria mais um ano na 2ª divisão estadual.
Os três últimos anos do São Gabriel na Divisão de Acesso foram de regularidade e fuga do rebaixamento. Em 2017, o clube lutou até o final para não ser rebaixado e decidiu a permanência no clássico contra o Guarany de Bagé, vencendo por 1 a 0 no Estádio Sílvio de Faria Corrêa. Em 2018, o time começou bem, mas acabou despencando e terminou brigando para não cair. O clube ficou em 6º lugar no Grupo A, escapando do rebaixamento mais uma vez. Em 2019, sob o comando de Celso Rodrigues, que tinha experiência na Chapecoense e em clubes do futebol do centro do país, o ano foi melhor e o São Gabriel quase chegou lá, ficando em 6º lugar com 18 pontos, a apenas dois da zona de classificação.
Na temporada de 2020, o clube tem como treinador Antônio Freitas, de vasta experiência no futebol internacional e do interior gaúcho.
Na temporada de 2024, o clube foi rebaixado para a terceira divisão gaúcha após ter ficado na lanterna da Série A2. O time gabrielense somou apenas 5 pontos em 14 jogos. Foram 2 empates, 1 vitória e 11 derrotas seguidas.

## Recordes
- Maior goleada aplicada: São Gabriel 9x0 Milan de Porto Alegre (amistoso)[4]

## Desempenho
| Ano  | Campeonato        | Pos.      | Pontos    |
| 2014 | Segunda Divisão   | 3º        | 39        |
| 2015 | Divisão de Acesso | 4º        | 37        |
| 2016 | Divisão de Acesso | 6º        | 34        |
| 2017 | Divisão de Acesso | 13º       | 13        |
| 2018 | Divisão de Acesso | 12º       | 14        |
| 2019 | Divisão de Acesso | 11º       | 18        |
| 2020 | Divisão de Acesso | Cancelado | Cancelado |
| 2021 | Série A2          | 14º       | 5         |
| 2022 | Série A2          | 11°       | 17        |
| 2023 | Série A2          | 14°       | 14        |
| 2024 | Série A2          | 16º       | 5         |